# Lésigny (Vienne)
Lésigny é uma comuna francesa na região administrativa da Nova Aquitânia, no departamento de Vienne. Estende-se por uma área de 13,21 km². Em 2010 a comuna tinha 540 habitantes (densidade: 40,9 hab./km²).